# Nefropatía murina de la α2u-globulina
La nefropatía de la α2u-globulina es un síndrome toxicológico en ratas macho después de la exposición a productos químicos industriales y ambientales. Es provocada por un grupo diverso de sustancias químicas, como la gasolina sin plomo, el D-limoneno, el 1,4-diclorobenceno, el tetracloroetileno, la decalina y el lindano. Ocurre en ratas macho cuando una de estas sustancias se une a la globulina α2u, disminuyendo su degradación por acción de la proteasa lisosómica.
La nefropatía causada por globulina α2use caracteriza por una acumulación de “gotas” de proteínas en el segmento S2 del túbulo proximal y resulta en una necrosis unicelular, la formación de moldes granulares en la unión del tubo proximal y el asa delgada de Henle, y regeneración celular. La exposición química crónica a estos componentes resulta en una progresión de estas lesiones y finalmente en una nefropatía crónica. Con compuestos como la gasolina sin plomo, la exposición crónica resulta en un incremento de la incidencia renal de adenomas/carcinomas por mecanismos no genotóxicos.

## Proteínas globulinas mayores
La expresión de esta nefropatía requiere la presencia de la proteína α2u-globulina. Esta globulina se sintetiza en el hígado de ratas macho bajo el control androgénico. Debido a su bajo peso molecular (18.7 kDa), la α2u-globulina es filtrada libremente en el glomérulo y aproximadamente la mitad es reabsorbida por endocitosis en el segmento S2 del túbulo proximal.
  
Muchos compuestos que causan la nefropatía se unen a la α2u-globulina de una manera reversible y disminuyen la capacidad de degradación de las proteasas lisosomales en el túbulo proximal. Esto resulta en una acumulación de α2u-globulina en el túbulo proximal con un incremento en el tamaño y número de lisosomas y una alteración de las características morfológicas de las gotas de proteínas.

## Patogénesis
Se produce una unión reversible entre los productos químicos y/o sus metabolitos y la α2u-globulina. Este complejo es resistente a la hidrólisis proteolítica, llevando a la acumulación en lisosomas renales y posterior citotoxicidad y muerte celular.
Esto resulta en aumentos marcados en la proliferación celular relacionados con la exposición que persisten durante al menos un año, siempre que la exposición continúe.
Este aumento sostenido en la proliferación de células renales puede promover células iniciadas para formar focos preneoplásicos y neoplasias renales en ratas macho.

## Productos responsables
Productos químicos utilizados en industrias farmacéuticas y cosméticas han sido objetos de estudios NTP (notas técnicas de predicción).  Sustancias como la decalina, propilenglicol mono-t-butil éter y Stoddard solvente IIC, incluyeron evaluaciones extendidas de nefropatía relacionada con α2u.
Además, combinaciones de sustancias como el MTBE, aditivo utilizado para incrementar el porcentaje de octano de la gasolina sin plomo y disolver cálculos biliares, también son proclives a inducir esta patología.

## Riesgos en el ser humano
Esta nefropatía parece ser específica para el sexo y la especie. Es decir ocurre en ratas macho, pero no en ratones machos o hembras, conejos o cerdos guineanos porque no producen α2u-globulina. Además, esto no ocurre en ratas Black Reiter que carecen de α2u-globulina.
Considerando la diversidad de componentes que causan esta nefropatía y tumores renales, y teniendo en cuenta que los humanos están expuestos regularmente a ellos, la necesidad de preguntarse hasta qué punto el ser humano puede estar en riesgo resulta evidente.
Sin embargo, este riesgo es inexistente para los humanos debido a la imposibilidad de  sintetizar α2u-globulina, la eliminación por orina generalmente de menos cantidad de proteínas que la rata, concretamente menos proteínas de bajo peso molecular, y que las proteínas de la orina humana no están relacionadas estructuralmente con la α2u-globulina.
Las neoplasias renales inducidas químicamente en ratas macho, considerando la nefropatía por α2u-globulina entre ellas, no son consideradas carácter de riesgo para los seres humanos según la Agencia Internacional de Investigación sobre el Cáncer (IARC) y la Agencia de Protección Ambiental de EE. UU.